# Dolichoris valentinae
Dolichoris valentinae är en stekelart som först beskrevs av Grandi 1916.  Dolichoris valentinae ingår i släktet Dolichoris och familjen fikonsteklar. Inga underarter finns listade i Catalogue of Life.